# 마이크 아카몬
마이크 아카몬(영어: Mike Arcamone, 1958년 ~)은 캐나다의 기업인으로, 한국지엠 대표이사 사장을 역임했다. 30년 넘게 GM에서 근무했으며, 2009년 10월부터 2012년 1월까지 한국지엠 사장으로 일했다. 2011년 1월부터 2015년까지는 봄바디어의 상업용 항공기 제작을 총괄했고, 그 이후에는 비행체의 온도를 감지하는 캐나다 최대의 회사 Versacold의 대표이사 사장으로 재직 중이다. 캐나다 콘코디아 대학교와 맥길 대학교에서 학위를 취득했다.